# Henry Antchouet
Henry Antchouet (n. 2 august 1979, Libreville, Gabon) este un fotbalist gabonez care evoluează la echipa indiană Churchill Brothers pe postul de atacant. De asemenea este și un component al echipei naționale de fotbal a Gabonului.

## Carieră
Atacantul gabonez și-a făcut junioratul la echipa FC 105 Libreville din orașul său natal, iar după o scurtă perioadă petrecută în Camerun, 'Săgeata' reușește să ajungă în Europa, primul său club european din carieră fiind Leixões S.C., unde ajunge în anul 2000.
În Portugalia își petrece o mare parte din carieră, iar în vara anului 2005, după 5 sezoane petrecute cu succes se transferă în Spania, la Deportivo Alavés, dar de fiecare dată este împrumutat, mai întâi înapoi în Portugalia la Vitória S.C., apoi în Arabia Saudită la Al-Shabab și în final în Grecia la Larissa F.C..
În Grecia, Antchouet, câștigă primul trofeu din carieră, reușind chiar să și marcheze un gol în finala Cupei Greciei, câștigată de Larissa F.C. cu 2-1 împotriva lui Panathinaikos Atena, un colos în fotbalul din Grecia.
Pe 15 iunie 2007, a fost găsit pozitiv cu cocaină la un test anti-doping și a fost suspendat 2 ani de către Federația Elenă de Fotbal.
În august 2009, după ispășirea pedepsei, semnează cu echipa din liga secundă portugheză, G.D. Estoril-Praia, iar în iunie 2010, la propunerea fostului său coleg Jérémie N'Jock, semnează un contract pe un an cu Universitatea Craiova.

## Titluri
| Sezon | Club         | Titlu        |
| ----- | ------------ | ------------ |
| 2007  | Larissa F.C. | Cupa Greciei |